# Choucador à cou blanc
Grafisia torquata
Genre
Espèce
Statut de conservation UICN

 LC  : Préoccupation mineure
Le Choucador à cou blanc (Grafisia torquata) est une espèce de passereaux de la famille des Sturnidae.
Cet oiseau est présent en Afrique centrale (notamment au Cameroun, le sud du Tchad/nord du Centrafrique et le nord de la RDC.